# Gostomia (Wałcz)
Gostomia (deutsch Arnsfelde) ist ein Dorf im Powiat Wałecki (Deutsch Kroner Kreis) der
polnischen Woiwodschaft Westpommern.

## Geographische Lage
Das Kirchdorf liegt im Netzedistrikt des ehemaligen Westpreußen, etwa 20 Kilometer westnordwestlich von Piła (Schneidemühl) und zehn Kilometer südsüdwestlich von Wałcz (Deutsch Krone).

## Geschichte

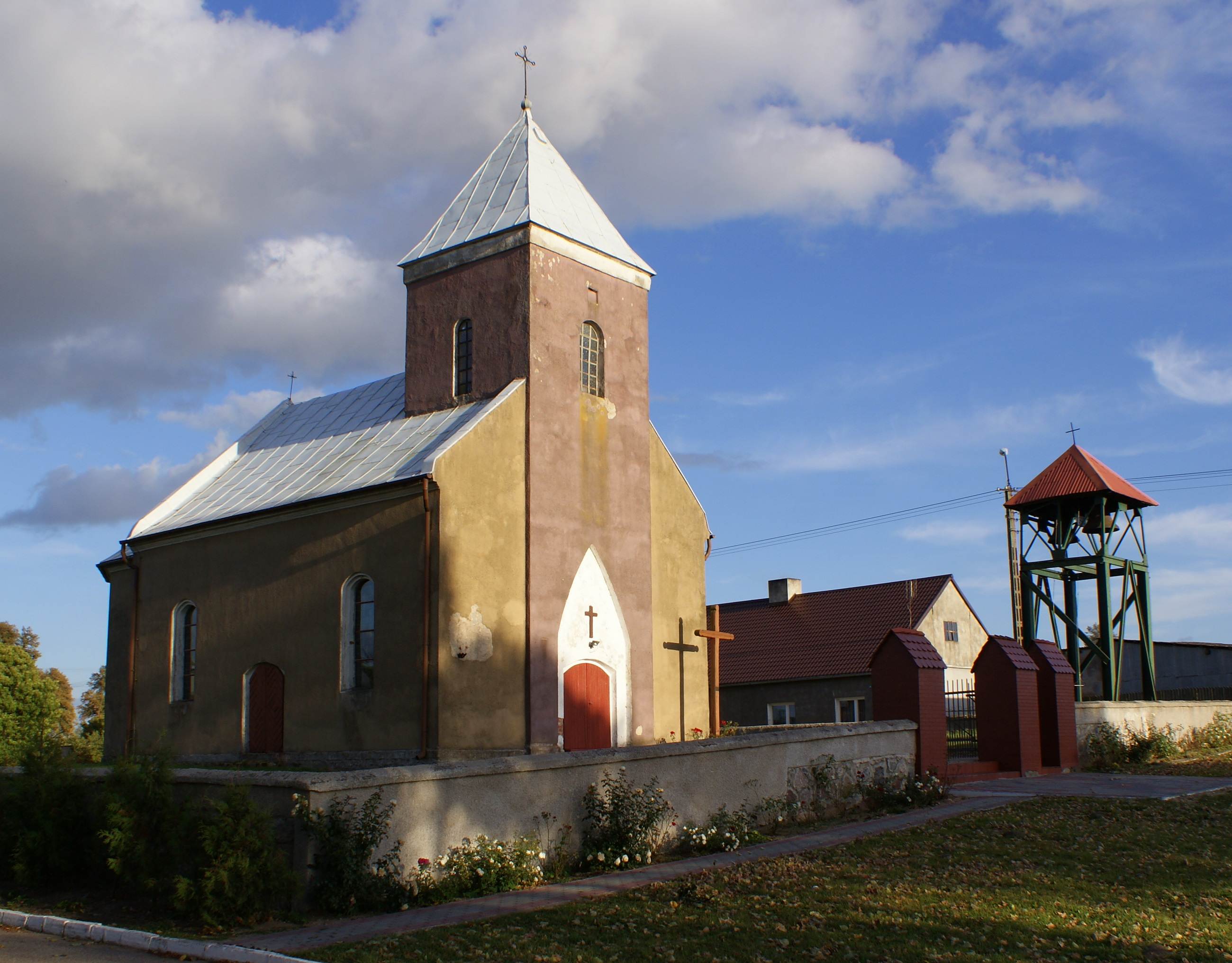
Dorfkirche, bis 1945 Gotteshaus der katholischen Gemeinde Arnsfelde (Aufnahme 2009)

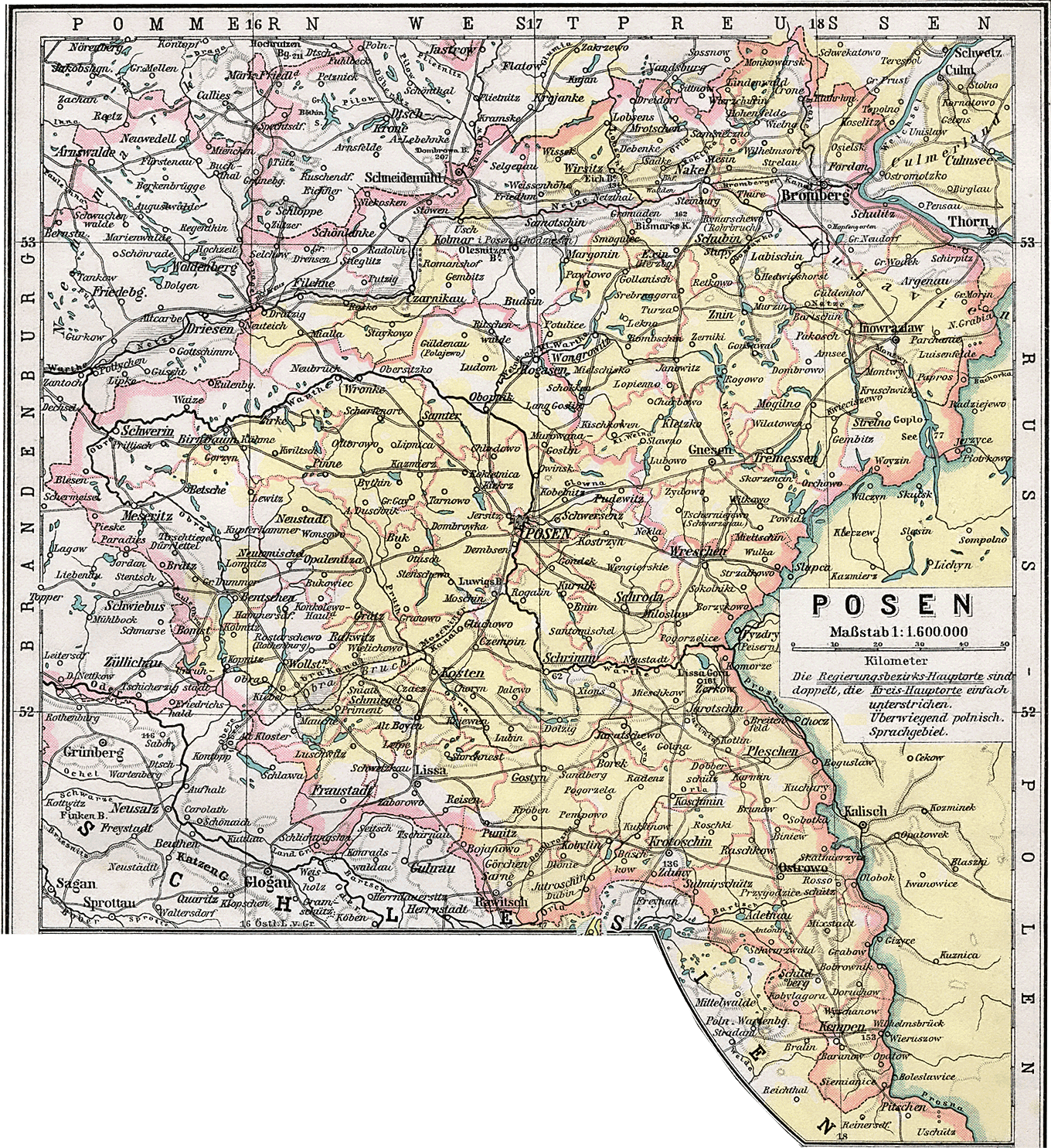
Arnsfelde (oberer Bildrand), westnordwestlich der Stadt Schneidemühl und südsüdwestlich von Deutsch Krone auf einer Landkarte der Provinz Posen von 1905 (gelb markierte Flächen kennzeichnen Gebiete mit seinerzeit mehrheitlich polnischsprachiger Bevölkerung)

Ältere Ortsbezeichnungen sind Arnsfeld (1337), Gostomia (1590), Arensfeld (1636), neupolnisch Arnopol. Der Name Arnsfelde ist deutsch und wurzelt in dem Namen Arnoldsfelde. Möglicherweise wurde das Dorf einst, wie die Schlösser Dramburg, Draheim und Deutsch Krone, von dem Ritter Arnold von der Goltz gegründet. Der Name Gostomia geht auf den Starosten Hieronymus Gostómski zurück, der den Ort 1590 neu anlegte. 1641 wohnten hier nur Katholiken, die eine hölzerne Kirche hatten.
Das katholische Kirchdorf Arnsfelde war im 18. Jahrhundert dem Amt Neuhof zugeordnet, das seinen Amtssitz auf dem Vorwerk Klein Schrotz hatte.
Um 1930 hatte Arnsfelde zwei Wohlstätten:
- Arnsfelde
- Bahnhof Arnsfelde

Im Jahr 1945 gehörte Arnsfelde zum Landkreis Deutsch Krone im Regierungsbezirk Grenzmark Posen-Westpreußen der preußischen Provinz Pommern des Deutschen Reichs. Arnsfelde war dem Amtsbezirk Rosenfelde zugeordnet.
im Februar 1945 wurde Arnsfelde von der Roten Armee besetzt. Nach Beendigung der Kampfhandlungen wurde die Region seitens der sowjetischen Besatzungsmacht zusammen mit ganz Hinterpommern und der südlichen Hälfte Ostpreußens – militärische Sperrgebiete ausgenommen – der Volksrepublik Polen zur Verwaltung überlassen. Es wanderten nun Polen zu. Arnsfelde wurde unter der polnischen Ortsbezeichnung „Gostomia“ verwaltet. In der Folgezeit wurde die einheimische Bevölkerung von der polnischen Administration aus Arnsfelde vertrieben.

### Demographie
| Jahr | Einwohner | Anmerkungen                                                                                           |
| ---- | --------- | --- |
| 1783 | –         | königliches Dorf mit einer katholischen Kirche, im Netzedistrikt, 47 Feuerstellen (Haushaltungen)     |
| 1818 | 265       | königliches Dorf, zum Amt Schrotz gehörig                                                             |
| 1864 | 908       | davon 323 Evangelische, 585 Katholiken                                                                |
| 1867 | 867       | am 3. Dezember                                                                                        |
| 1871 | 826       | am 1. Dezember, davon 326 Evangelische, 486 Katholiken, acht sonstige Christen und sechs Juden        |
| 1910 | 667       | am 1. Dezember, davon 271 Evangelische, 392 Katholiken; sieben Einwohner mit polnischer Muttersprache |
| 1925 | 723       | davon 355 Evangelische, 368 Katholiken                                                                |
| 1933 | 740       | [ 9 ]                                                                                                 |
| 1939 | 654       | [ 9 ]                                                                                                 |

## Kirche
Die Protestanten der bis 1945 anwesenden Dorfbevölkerung gehörten zum Kirchspiel Deutsch Krone.

## Persönlichkeiten
- Marianne Mewis (1866–1938), deutsche Schriftstellerin